# 尾上榮三郎 (7代目)
七代目 尾上榮三郎（しちだいめ おのえ えいざぶろう、1900年（明治33年）6月22日 - 1926年（大正15年）5月7日）は歌舞伎役者。屋号は音羽屋、定紋は重ね扇に抱き柏、替紋は四ツ輪。本名は寺島 誠太郎（てらじま せいたろう）。
花形の若女形として将来を期待されていたが、夭折した。

## 来歴・人物
1900年（明治33年）6月22日、東京都日本橋に生まれた。父は五代目尾上榮三郎。
1908年（明治41年）、三代目尾上丑之助を名乗って歌舞伎座「白石噺」で初舞台を踏んだ。1920年（大正9年）に帝国劇場で七代目尾上榮三郎を襲名。何を演じても形が良く、台詞の歯切れの良いことは無類で、生世話物でタンカの切れるイキな女形として将来を活躍されていた。
1926年（大正15年）2月、新橋演舞場で六代目尾上菊五郎の相手役として女形を演じていたが、病（呼吸器疾患）に倒れた。相州金沢にあった別荘で療養に努めるも、回復することはなく、5月7日早朝に死去した。
弟に尾上泰次郎がいるが、榮三郎の死から僅か1年4ヶ月後の1927年（昭和2年）9月に夭折している。